# Геркен, Дин
Дин Джеффри Геркен (англ. Dean Jeffrey Gerken; род. 22 мая 1985, Саутенд-он-Си, Эссекс) — английский футболист, вратарь.

## Карьера
Геркен родился в Рочфорде и начал свою карьеру в команде «Саутенд Юнайтед», а затем перешел в «Колчестер Юнайтед». В подростковом возрасте он привлек внимание известного вратаря и тренера Рея Клеменса. Он дебютировал в первой команде «Колчестера», в матче против «Брентфорда» в Лиге Один в 2004 году, в качестве дублер Саймона Брауна и Ричарда Маккинни. А уже в сезоне 2004/05, заменил первого голкипера Айдана Дэвисона, Геркен и сохранил ворота в неприкосновенности в четырех матчах из семнадцати сыгранных. В успешном для Кольчестера сезоне 2005-06 также провёл четыре "сухих" матча (в том числе в решающем матче против Йовил Таун (0:0), а сам Кольчестер поднялся во второй дивизион английского футбола. По итогам сезона 2006-07 был признан лучшим молодым игроком клуба.
12 июля 2013 на правах свободного агента присоединился к клубу «Ипсвич Таун».